# Ільїнське (Калінінградська область)
Ільїнське (рос. Ильинское) — селище Нестеровського району, Калінінградської області Росії. Входить до складу Чистопрудненського сільського поселення.
Населення —  161 особа (2015 рік). 

## Населення
| 2002 | 2010 |
| ---- | ---- |
| 174  | ↘161 |